# Anselme Vander Elst
Hubert Anselme Vander Elst (Meerhout, 27 januari 1809 - Leopoldsburg, 24 november 1871) was een liberaal Vlaamse politicus.
Hij was de eerste burgemeester van de Vlaamse gemeente Leopoldsburg (in die tijd nog officieel Bourg-Léopold). 
Vander Elst was eerst opperwachtmeester bij het Belgische leger maar zou al vlug ontslag nemen en tabakshandelaar worden. Hij was een geboren leider en ondernemer en op 18 december 1850 werd hij dan ook benoemd tot burgemeester van de nieuwe gemeente Leopoldsburg. Zijn grootste verdiensten waren, naast de volledige uitbouw van de pas opgerichte gemeente, ook de inrichting van het onderwijs in 1856, de aanleg en de verharding van nieuwe wegen en de aanpak van bestaande onhygiënische toestanden in het dorp. Hij zou tot aan zijn dood in 1871 burgemeester blijven.
In 1862 werd hij ook provincieraadslid voor de provincie Limburg en in 1864 werd hij lid van de Kamer van Koophandel te Hasselt.